# Ajribaba
Ajribaba (turkm. Aýrybaba, od 2004 Beýik Saparmyrat Türkmenbaşy belentligi, uzb. Ayribobo tog‘) – najwyższy szczyt Turkmenistanu, o wysokości 3139 m n.p.m., leżący na granicy z Uzbekistanem.
Nazwa uzbecka to Ayribobo tog‘. Turkmeńską nazwą była zaś do września 2004 Aýrybaba, kiedy to nazwa ta została zmieniona przez parlament na Beýik Saparmyrat Türkmenbaşy belentligi, co znaczy „Szczyt Wielkiego Saparmurata Turkmenbaszy” – nazwa ta została nadana na cześć prezydenta Turkmenistanu Saparmurata Nijazowa.
Polska nazwa Ajribaba, nawiązująca do nazwy rosyjskiej Айрибаба (w transkrypcji Ajribaba), została przyjęta przez Komisję Standaryzacji Nazw Geograficznych na jej 21. posiedzeniu w dniu 4 października 2005.